# Kvarndammen (Svennevads socken, Närke)
Kvarndammen är en sjö i Hallsbergs kommun i Närke och ingår i Motala ströms huvudavrinningsområde. Sjöns area är 0,02 kvadratkilometer och den är belägen 106 meter över havet.